# Kanton Dax-1
Dax-1 is een kanton van het Franse departement Landes. Het kanton omvat een deel van het arrondissement Dax
Het werd opgericht bij decreet van 18 februari 2014 en is effectief sinds de departementale verkiezingen op 22 maart 2015. Het omvat 8 gemeenten van het afgeschafte kanton Dax-Nord, 2 gemeenten van het kanton Dax-Sud en het deel van de gemeente Dax dat ten noorden van de Adour ligt. Het kanton telt (2013) 24566 inwoners.

## Gemeenten
Het kanton Dax-1 omvat de volgende gemeenten:
- Angoumé
- Dax (deels, hoofdplaats)
- Gourbera
- Herm
- Mées
- Rivière-Saas-et-Gourby
- Saint-Paul-lès-Dax
- Saint-Vincent-de-Paul
- Siest
- Tercis-les-Bains
- Téthieu